# Козон, Чеслав
Чеслав Козон (дат. Czeslaw Kozon, 17 ноября 1951, Идеструп, Дания) — датский прелат. Возглавляет Копенгагенскую епархию, включающую Фарерские острова и Гренландию с 22 марта 1995. Епископ собора Святого Ансгара в Копенгагене.
Происходит из польской семьи. Учился в кафедральной школе в Нюкёбинге. В 1971—1977 учился в Риме на священника в Грегорианском и Латеранском университетах. В 1979 стал священником в Копенгагене, с 1995 — епископ.